# Kanton Diekirch
Kanton Diekirch (lb. Kanton Dikrech, fr. Canton de Diekirch, niem. Kanton Diekirch) – jeden z dwunastu kantonów w Luksemburgu, znajduje się w środkowo-wschodniej części kraju. Przed 3 października 2015 należał do dystryktu Diekirch. Siedziba kantonu znajduje się w miejscowości Diekirch (Dikrech).

## Podział administracyjny
W skład kantonu wchodzi dziesięć gmin (gemeng, commune, Gemeinde):
1. Bettendorf (Bettenduerf)
2. Bourscheid (Buerschent / Burscheid)
3. Diekirch (Dikrech)
4. Erpeldange-sur-Sûre (Ierpeldeng un der Sauer / Erpeldingen an der Sauer)
5. Ettelbruck (Ettelbréck / Ettelbruck)
6. Feulen (Feelen)
7. Mertzig (Mäerzeg)
8. Reisdorf (Reisduerf)
9. Schieren
10. Vallée de l’Ernz (Ärenzdallgemeng / Ernztalgemeinde)
  - Ermsdorf (Iermsdref)
  - Medernach (Miedernach)